# King of the Grey Islands
Albums de Candlemass
Candlemass
(2005) Death Magic Doom
(2009)
King of the Grey Islands est le neuvième album studio du groupe de Doom metal suédois Candlemass. L'album est sorti le 22 juin 2007 sous le label Nuclear Blast Records.
C'est le premier album de Candlemass enregistré avec le vocaliste Robert Lowe au sein de la formation.
L'édition Digipak de l'album contient deux titres supplémentaires, il s'agit des titres Solitude et At the Gallows End. Ces vieux titres de Candlemass ont été ré-enregistrés avec le vocaliste de la formation actuelle.

## Musiciens
- Robert Lowe - chant
- Mats Mappe Björkman - guitare
- Lars Johansson - guitare
- Leif Edling - basse
- Jan Lindh - batterie

## Liste des morceaux
1. Prologue - 0:56
2. Emperor of the Void - 4:29
3. Devil Seed - 5:44
4. Of Stars and Smoke - 5:38
5. Demonia 6 - 6:23
6. Destroyer - 7:52
7. Man of Shadows - 6:17
8. Clearsight - 6:52
9. The Opal City - 1:13
10. Embracing the Styx - 8:19
11. Solitude - 5:58 (édition digipak)
12. At the Gallows End - 5:22 (édition digipak)